# 행위반가치
행위반가치(行爲反價値, 독일어: Handlungsunwert)란 행위에 대한 부정적 가치판단이다. 결과에 대한 부정적 가치판단인 결과반가치와 대비된다. 고의, 과실, 이외의 주관적 불법요소가 행위반가치의 내용을 이룬다.

## 참고 문헌
- 손동권, 『체계적 형법연습』, 율곡출판사, 2005. (ISBN 8985177915)

## 같이 보기
- 결과반가치